# Kaljunjärvi, Salmentojärvi och Kaita
Kaljunjärv, Salmentojärvi och Kaita är en sjö i Finland. Den ligger i kommunen Mäntyharju i landskapet Södra Savolax, i den södra delen av landet, 160 km nordost om huvudstaden Helsingfors. Kaljunjärvi och Salmentojärvi och Kaita ligger 95,6 meter över havet. I omgivningarna runt Kaljunjärvi och Salmentojärvi och Kaita växer i huvudsak barrskog. Arean är 1,95 kvadratkilometer och strandlinjen är 25,33 kilometer lång. Sjön  ingår i Kymmene älvs huvudavrinningsområde. 
I den södra sjödelen, Kaljunjärv, ligger bland andra öarna Petäjäsaari och Riuttasaari, och i den norra finns bland annat stenblocket Ämmäkivi. 